# Arnold Christian Beuthner
Arnold Christian Beuthner (* 10. Juli 1689 in Hamburg; † 1. April 1742 ebenda) war ein deutscher evangelisch-lutherischer Geistlicher und Schriftsteller.

## Leben und Wirken
Beuthner besuchte die Gelehrtenschule des Johanneums und ab 1707 das Akademische Gymnasium in Hamburg. Nach seiner Schulbildung begann er ein Studium der Theologie an der Universität Jena, welches er 1714 an der Universität Helmstedt mit einer Disputation bei Cornelius Dietrich Koch (1676–1724) abschloss.
Nach vollendetem Studium kehrte er zurück nach Hamburg und wurde am 24. Mai 1715 unter die Kandidaten des Hamburger Ministeriums aufgenommen. Er wurde Vikar am Hamburger Dom.
Beuthner hatte sich vor allem als Sammler von Literatur hervorgetan. Seine Hauptwerke sind das Hamburger Adressbuch von 1722 bis 1725 und sein im Jahr 1739 erschienenes Hamburgisches Staats- und Gelehrten-Lexicon.

## Werke (Auswahl)
- Geistliche Seelenandacht. Hamburg 1707.
- Grundregeln über die Ausrede der englischen Sprache. Heinrich Christoph Cröcker, Jena 1711, OCLC 257671186.
- „Miscellanea Anglicana, als: 1. Zwölff Gespräche, welche von denen Gesetzen, Müntzen, Gebäuden etc. des Königreichs Engelland handeln; 2. Vom Englischen Gewicht und Maass; 3. Sieben feine Briefe; 4. Zwey Wechselbriefe, eine Assignation, ein Frachtbrief, eine Obligation und eine Abrechnung; 5. Sechs nicht unangenehme Historien; 6. Drey Auszüge aus dem Register der willkürlichen Gesetze der Stadt Amsterdam; 7. Einige loca aus des Epicteti fürtrefflichen Handbuche; 8. Zweyenhundert sinnreiche Sprichwörter; mit einem kleinen Vocabulario darinn sich die schwersten Wörter und Phrasen dieses Werckleins nach Alphabetischer Ordnung verdeutschet befinden, versehen“. Heinrich Christoph Cröcker, Jena 1713, OCLC 222603076.
- Nützliches Register über Hinckelmanns Betrachtung von der Reinigung des Blutes Christi.
- Disputatio de sententia media in dissertationem nuperam de libertate cogitandi anglicana. Helmstedt 1714.
- „Jetztlebendes Hamburg, oder vollständige Nachricht von den Namen, Characteren und Wohnungen aller hieselbst sich aufhaltenden Standes-Personen und accreditirten Ministern, imgleichen Ehrwürdigen Hoch-Edlen und Hochweisen Raths, ferner des Hoch-Ehrwürdigen Dom-Capituls und Ministerii, wie auch der Herren Graduirten, und aller in Bürgerlichen Collegiis befindlichen, und endlich anderer zum geist- und weltlichen Stande gehörigen Personen“. Hamburg 1722.
  - 1722: Digitalisat auf den Seiten der Sächsischen Landesbibliothek – Staats- und Universitätsbibliothek Dresden (abgerufen am 26. November 2014)
  - 1723: Digitalisat auf den Seiten der Sächsischen Landesbibliothek – Staats- und Universitätsbibliothek Dresden (abgerufen am 26. November 2014)
  - 1725: Digitalisat auf den Seiten der Sächsischen Landesbibliothek – Staats- und Universitätsbibliothek Dresden (abgerufen am 26. November 2014)
- „Hamburgisches Staats- und Gelehrten-Lexicon worin die Nahmen, das Leben und die Verdienste derjenigen Männer geist- und weltlichen Standes angeführet werden, welche von der heilsamen Reformation bis auf gegenwärtige Zeit, in dieser weltberühmten Stadt und derselben Gebiete, ein ansehnliches Ehren-Amt, oder eine hohe Würde bekleidet sich durch Schriften berühmt gemacht, daselbst gebohren und in der fremde beforderung erhalten, bereits aber das Zeitliche gesegnet haben“. Christian Wilhelm Brandt, Hamburg 1739, OCLC 46285036 (Digitalisat auf den Seiten der Staats- und Universitätsbibliothek Hamburg [abgerufen am 26. November 2014]).